# Strezojevo
Strezojevo is een plaats in de gemeente Pokupsko in de Kroatische provincie Zagreb. De plaats telt 158 inwoners (2001).